# (10878) Moriyama
(10878) Moriyama est un astéroïde de la ceinture principale.

## Description
(10878) Moriyama est un astéroïde de la ceinture principale. Il fut découvert le 3 novembre 1996 à Moriyama par Yasukazu Ikari. Il présente une orbite caractérisée par un demi-grand axe de 2,52 UA, une excentricité de 0,14 et une inclinaison de 4,1° par rapport à l'écliptique.

## Compléments